# Priesil
Priesil (747 m n.p.m.; dawniej 748 m n.p.m.) – szczyt w Górach Szczawnickich w południowo-zachodniej Słowacji.

## Położenie
Szczyt leży w południowo-zachodniej części Gór Szczawnickich. Wznosi się na południowo-zachodnim krańcu Pasma Hodruszskiego (słow. Hodrušská hornatina), w jego głównym grzbiecie, który w tym rejonie rozdziela się na trzy odnogi. Znajduje się ok. 3,5 km na południowy wschód od doliny Hronu i leżącej w niej miejscowości Tekovská Breznica.

## Charakterystyka
Masyw Priesila stanowi fragment wielkiego stratowulkanu Gór Szczawnickich. Budują go neogeniczne wulkanity, głównie pirokseniczne i amfibolityczno-pirokseniczne andezyty wieku tortonu (w lokalnej stratygrafii Karpat zwanego też sarmatem).
Szczyt dwuwierzchołkowy, obok głównego wierzchołka, w odległości ok. 300 m na zachód od niego, posiada jeszcze wierzchołek boczny - Malý Priesil (714 m n.p.m.). Stoki północno-wschodnie, najmniej rozbudowane, opadają stromo do Doliny Chvalenskiej (słow. Chválenská dolina), którą spływa Chválenský potok, dopływ Hronu.
Na południowo-wschodnich stokach, na wysokości ok. 510 m n.p.m., zespół dwóch niewielkich, sztucznych zbiorników wodnych (słow. Vodná nádrž Rakovec), wybudowanych w górnej części Sowiej Doliny (słow. Sovia dolina) na źródłowym toku potoku Podlužianka.

## Turystyka
Szczyt nie jest zbyt często odwiedzany przez turystów. Prowadzi przezeń niebiesko znakowany szlak z miejscowości Tlmače w dolinie Hronu, biegnący grzbietem Pasma Hodruszskiego aż do wsi Hodruša-Hámre, natomiast ze wsi Tekovská Breznica wyprowadza nań szlak zielony.
Dawniejsze przewodniki turystyczne podawały, że ze szczytu rozciąga się widok na dolinę Hronu. Aktualnie (2020 r.) wyrąb podchodzący od północy pod szczyt zarósł już do tego stopnia, że szczyt nie oferuje takiego widoku. Fragmentaryczne widoki pojawiają się ze szlaku zielonego poniżej wierzchołka, zwłaszcza gdy drzewa stracą liście.